# Macrothele
Macrothele is een geslacht van spinnen uit de  familie van de Macrothelidae.

## Soorten
- Macrothele abrupta Benoit, 1965
- Macrothele alyrata (Mirza, Sanap & Kunte, 2017)
- Macrothele amamiensis Shimojana & Haupt, 1998
- Macrothele arcuata Tang, Zhao & Yang, 2020
- Macrothele auriculata Zhang, Wu, Zhao & Yang, 2024
- Macrothele bannaensis Xu & Yin, 2001
- Macrothele calpeiana (Walckenaer, 1805)
- Macrothele camerunensis Simon, 1903
- Macrothele cangshanensis Z. B. Yang, Zhao, Zhang & Z. Z. Yang, 2018
- Macrothele cretica Kulczyński, 1903
- Macrothele decemnotata Simon, 1909
- Macrothele drolshageni Özkütük, Elverici, Yağmur & Kunt, 2019
- Macrothele emei Lin & Li, 2021
- Macrothele gigas Shimojana & Haupt, 1998
- Macrothele guizhouensis Hu & Li, 1986
- Macrothele hanfeii Lin & Li, 2021
- Macrothele holsti Pocock, 1901
- Macrothele hungae Lin & Li, 2021
- Macrothele incisa Benoit, 1965
- Macrothele jingzhao Chen, Jiang & Yang, 2020
- Macrothele jinlin Z. B. Yang, Zhao, Zhang & Z. Z. Yang, 2018
- Macrothele limenghuai Lin & Li, 2021
- Macrothele maculata (Thorell, 1890)
- Macrothele menglunensis Li & Zha, 2013
- Macrothele mingsheng Wu & Z. Z. Yang, 2022
- Macrothele monocirculata Xu & Yin, 2000
- Macrothele multispine Wang, Li & Yang, 2019
- Macrothele nanning Lin & Li, 2021
- Macrothele nullispine Zhang, Wu, Zhao & Yang, 2024
- Macrothele proserpina Simon, 1909
- Macrothele raveni Zhu, Li & Song, 2000
- Macrothele sanheensis Tang, Zhao & Yang, 2020
- Macrothele segmentata Simon, 1892
- Macrothele simplicata (Saito, 1933)
- Macrothele taiwanensis Shimojana & Haupt, 1998
- Macrothele triangularis Benoit, 1965
- Macrothele undata Tang, Zhao & Yang, 2020
- Macrothele vidua Simon, 1906
- Macrothele washanensis Wu & Z. Z. Yang, 2022
- Macrothele wuliangensis Wu & Z. Z. Yang, 2022
- Macrothele yaginumai Shimojana & Haupt, 1998
- Macrothele yani Xu, Yin & Griswold, 2002
- Macrothele yongshengensis Z. B. Yang, Zhao & Z. Z. Yang, 2019
- Macrothele yunlingensis Z. B. Yang, Zhao & Z. Z. Yang, 2019